# Tyktarm
Tyktarmen (latin: intestinum crassum ) er den sidste del af tarmsystem. Den starter efter tyndtarmen og slutter ved endetarmen. Tyktarmen er cirka 150-170 cm lang.

## Anatomi
Tyktarmen er placeret i bughulen, abdomen, og starter nederst i højre side lige over hoftekammen, løber opad i højre side og drejer under leveren, hvor den løber tværs over den øvre del af bughulen til venstre side, hvor den igen drejer skarpt og løber nedad i venstre side til det nederste venstre hjørne, hvor den løber indad i en S-formet krumning og ender ved endetarmen bagerst i den nedre del af bughulen.
Tyktarmen består af:
- - blindtarmen, caecum, med det ormeformede vedhæng, som hedder appendix vermiformis (Det er i appendix at man får blindtarmsbetændelse, appendicitis acuta)
  - colon, der igen inddeles i 4 dele:
    - den opadstigende colon, colon ascendens
    - den transverselle colon, colon transversum
    - den nedadstigende colon, colon descendens
    - den S-formede colon, colon sigmoideum

Colon ascendens og descendens ligger tilbage mod den bagerste bugvæg, mens transversum og sigmoideum krummer frem.
Colon er anatomisk nem at kende fra de øvrige tarmafsnit, da den har 3 kendetegn:
Appendices,
stilkede vedhæng af fedt og beklædt med peritoneum.
Taeniae coli, er
tre længdegående muskelbånd, der løber på ydersiden af colon fra appendix
vermiformis og ned til rektum.
Haustrae, sæk- eller posedannelser. Minder om folderne på et gardin, der dannes
fordi taeniae coli er kortere end resten af tyktarmsvæggen

## Funktion
Størstedelen af stofoptagelsen sker i tyndtarmen og derfor sker der kun en ringe stofoptagelse i tyktarmen. Derimod bliver det meste af den indtagede væske og de fleste salte optaget i colon. Derfor vil tarmindholdet være meget tyndtflydende når det kommer fra tyndtarmen over i tyktarmen og så blive mere fast og formet.